# 430 f.Kr.

## Händelser

### Efter plats

#### Grekland
- Den spartanska armén plundrar Attika en andra gång, men Perikles skräms inte av detta och vägrar revidera sin grundstrategi. Då han är ovillig att möta den spartanska armén i ett fältslag leder han återigen en sjöexpedition för att plundra Peloponnesos kuster, varvid han denna gång tar 100 atenska fartyg med sig.
- Under vintern kapitulerar äntligen Potidaia till de atenska belägrarna.
- Pesten i Aten bryter ut och grasserar svårt i den trångbodda staden (sentida DNA-analyser av material från antika kyrkogårdar antyder att den dödliga smittan kan ha varit tyfus). Den dödar över 30.000 medborgare, sjömän och soldater, likaväl som Perikles två söner. Omkring en fjärdedel av Atens befolkning avlider och rädslan för denna pest blir så vittomfattande, att Spartas invasion av Attika överges, då trupperna är ovilliga att riskera kontakt med smittade fiender.
- Perikles insjuknar i pesten med tillfrisknar tillfälligt. Han avsätts som general (grekiska strategos), men återinsätts senare.

### Efter ämne

#### Konst
- Polykleitos färdigställer en av sina största statyer, Diadumenos ("diadembäraren").

## Födda
- Dionysios d.ä., tyrann av Syrakusa (född omkring detta år; död 367 f.Kr.)

## Avlidna
- Empedokles, grekisk filosof (död omkring detta år)
- Fidias, grekisk skulptör (död omkring detta år)
- Zenon från Elea, grekisk filosof (död omkring detta år)